# 恐暴龙
恐暴龙（學名："Dinotyrannus"），是暴龍亞科恐龍的一屬，生活於上白堊紀的北美洲。
恐暴龍的身體骨骼化石是從美國蒙大拿州海爾河組發現的，最初被認為是屬於艾伯塔龍的一個物種，並被喬治·奧利舍夫斯基（George Olshevsky）命名為Albertosaurus megagracilis。其後在1995年的研究，提出這副身體骨骼應建立為新屬，並命名為恐暴龍，模式種是大纖細恐暴龍（"D. megagracilis"）。
恐暴龍的學名的意思是「恐怖的暴龍」，意指牠們與暴龍非常的類似。在2003年，有研究指後彎齒龍及恐暴龍其實都是暴龍，不過分別是暴龍的幼年個體及亞成年個體。因此恐暴龍目前已成為暴龍的異名。

## 外部連結
- 恐龍博物館——恐暴龍